# Savvas Thómoglu
Savvas Thómoglu –en griego, Σάββας Θώμογλου– (9 de noviembre de 2001) es un deportista de Grecia que compite en natación. Ganó una medalla de plata en los Juegos Olímpicos de la Juventud de 2018, en la prueba de 200 m braza.